# Radioactive Records
Radioactive Records est un label discographique américain. Le label est formé comme coentreprise par l'agent artistique et producteur Gary Kurfirst (qui a dirigé des groupes et artistes tels que les Ramones, Big Audio Dynamite, Deee-Lite et Deborah Harry) et MCA Records, et n'est plus en activité. Son catalogue appartient désormais à Geffen Records et est sous licence via Universal Music Enterprises.

## Histoire
Les groupes du label comprenaient Live, Black Grape, Ramones, Big Audio Dynamite, Traci Lords et Angelfish (Shirley Manson,—Manson rejoint Garbage avec l'aimable autorisation de Gary Kurfirst). Le groupe Pray TV, originaire de Melbourne, en Australie, et le groupe britannique Cooler Than Jesus (avec Simon White, qui a ensuite joué dans le groupe brit-pop Menswear) sont également signés par le label au début des années 1990.
Radioactive sort l'album de la bande originale du dix-neuvième film de James Bond, Le monde ne suffit pas, ainsi que le single de la chanson titre, qui a connu un énorme succès dans toute l'Europe. En 1997, Kurfirst fonde un label connexe, Radiouniverse, en coentreprise avec Universal Records d'Universal Music Group. Il fait ses débuts avec des albums de Radio Iodine et Dig, des groupes anciennement signés chez Radioactive. D'autres actes signés sur le label comprenaient The Devlins et Tyzle Fly.
Le catalogue des Ramones, qui est distribué par Chrysalis Records d'EMI dans le monde entier, à l'exception des États-Unis et du Canada, appartient à Parlophone (division de Warner Music Group) à l'exception des États-Unis et du Canada, où il appartient à Geffen et UMe.

## Groupes et artistes
- Angelfish
- Big Audio Dynamite
- Black Grape
- Elysian Fields
- Live
- Ramones